# Arnim Graesel
Arnim Graesel (* 13. Juli 1849 in Saalburg a. S.; † 27. Mai 1917) war ein deutscher Bibliothekar.

## Leben und Wirken
Arnim Graesel studierte Klassische Philologie und Geschichte und promovierte 1878 an der Eberhard Karls Universität Tübingen. Seit dem Jahre 1878 war er als wissenschaftlicher Bibliothekar tätig, zunächst bis 1891 an der Universitätsbibliothek Halle, dann von 1891 bis 1899 an der Universitätsbibliothek Berlin und bis 1914 an der Staats- und Universitätsbibliothek Göttingen, seit 1908 als ihr stellvertretender Direktor.
Von 1900 bis 1903 gab er die „Blätter für Volksbibliotheken und Lesehallen“ heraus.
Das von ihm bearbeitete umfangreiche „Handbuch der Bibliothekslehre“ erschien 1893 in einer italienischen Übersetzung („Manuale di biblioteconomia“) und 1897 in einer französischen Übersetzung („Manuel de bibliothéconomie“).
Sein Vater war der Richter und Politiker Heinrich Graesel, sein Bruder der Verwaltungsbeamte und Politiker Kurt Graesel.

## Veröffentlichungen
- Grundzüge der Bibliothekslehre mit bibliographischen und erläuternden Anmerkungen. Neubearb. von Julius Petzholdts Katechismus der Bibliothekenlehre. Weber, Leipzig 1890 (die 2. Auflage erschien u.d.T.: Handbuch der Bibliothekslehre. Weber, Leipzig 1902).
- Special-Katalog der Bibliotheksausstellung. Deutsche Unterrichts-Ausstellung in Chicago 1893 (Gruppe IX d. Universitäts-Ausstellung). Berlin 1893.
- Nova acta Academiae Caesareae Leopoldino-Carolinae Germanicae Naturae Curiosorum. Zwei Bände. Halle 1894/1899.
- Otto Hartwig. In: Zentralblatt für Bibliothekswesen, Bd. 21 (1904), H. 3, S. 97–104.
- Führer für Bibliotheksbenutzer. Mit einer Zusammenstellung bibliographischer und enzyklopädischer Hilfsmittel sowie einem Verzeichnis wissenschaftlicher Bibliotheken. 2. verm. u. umgearb. Aufl. Hirzel, Leipzig 1913.